# Polska Akademia Umiejętności
Polska Akademia Umiejętności (w skrócie PAU, do 1919 pod nazwą Akademia Umiejętności, w skrócie AU) – instytucja naukowa mająca status stowarzyszenia, korporacja uczonych skupiająca elitę kadry naukowej.

## Historia

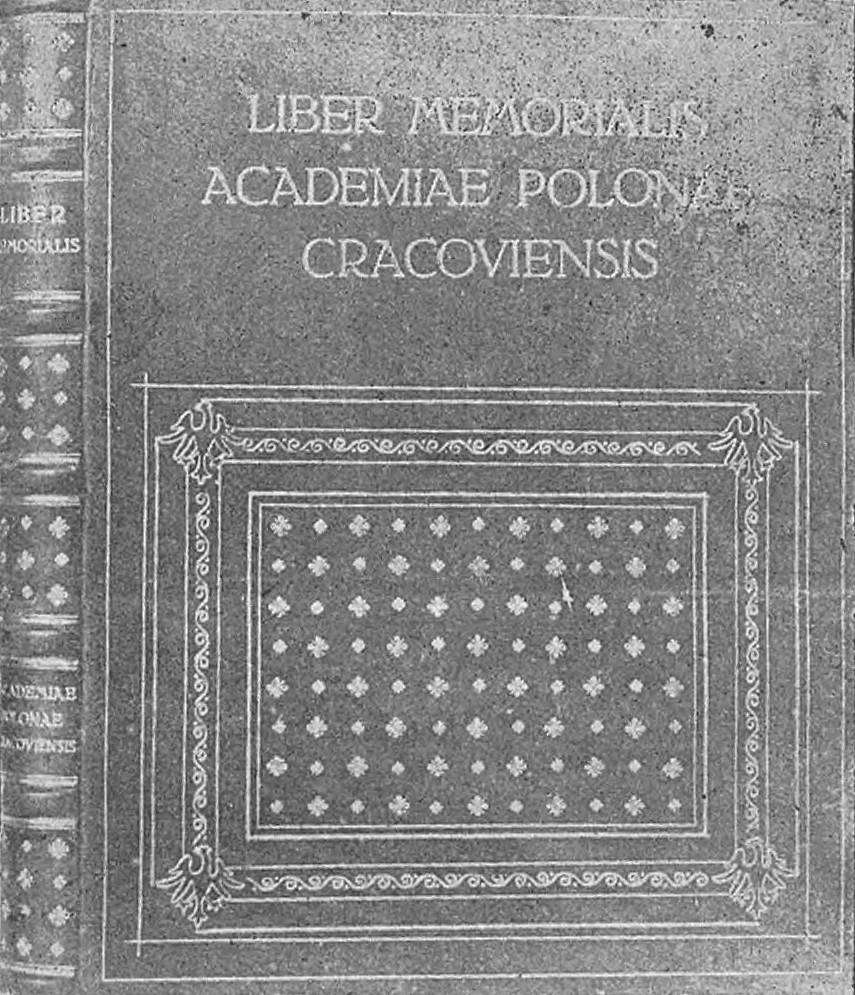
Księga pamiątkowa PAU z 1923

Powstała w 1872 roku, w wyniku przekształcenia Towarzystwa Naukowego Krakowskiego. Oficjalna inauguracja działalności Akademii Umiejętności miała miejsce 7 maja 1873.
Główną siedzibą Akademii (PAU od 1919 roku) był i jest jej własny gmach w Krakowie przy ul. Sławkowskiej 17.
PAU była podzielona na 4 wydziały:
1. Filologiczny
2. Historyczno-Filozoficzny
3. Matematyczno-Przyrodniczy
4. Lekarski (od 1930)

Ogółem do 1952 PAU miała 676 członków krajowych i 264 zagranicznych. PAU organizowała doroczne posiedzenia członków oraz posiedzenia wydziałów. Ciężar prac badawczych i wydawniczych spoczywał na komisjach i komitetach, w których pracowali także uczeni niemający uprawnień członkowskich PAU:
- np. Komisja do badania historii sztuki – gdzie udzielali się uczeni: Józef Łepkowski, Władysław Łuszczkiewicz, Marian Sokołowski.

W okresie zaborów instytucja prowadziła działalność wydawniczą. W latach 1905–1906 we współpracy z polską organizacją edukacyjną Macierz Polska wydała we Lwowie, Krakowie oraz Warszawie dwie edycje czterotomowej polskiej encyklopedii ogólnej pt. Encyklopedia podręczna ilustrowana . Z inicjatywy PAU w latach 1905–1923 wydano również 25-tomową Encyklopedię polską redagowaną przez członków oraz współpracowników tej organizacji  .
Działalność naukową i w zakresie upowszechniania wiedzy PAU finansowała po części z dotacji państwowych, a po części z darowizn. Poza licznymi okazjonalnymi darowiznami zasadnicze znaczenie dla funkcjonowania PAU miały zapisy dużych nieruchomości rolno-leśnych: Pawła Tyszkowskiego w 1920 r. (6 778 ha), Władysława Józefa Fedorowicza w 1922 r. (1492 ha) i arcyksięcia Karola Stefana Habsburga w 1924 r. (10 500 ha). Wśród tych ostatnich był m.in. doskonale prosperujący folwark w Lipowej koło Żywca (512,21 ha roli i 0,23 ha stawów rybnych) oraz wielkie gospodarstwo leśne w Zawoi, z którego w 1933 r. PAU wydzieliła obszar 642,22 ha na północnych stokach Babiej Góry, na których utworzony został „Rezerwat” – zaczątek dzisiejszego Babiogórskiego Parku Narodowego. Pomimo iż Akademia była stowarzyszeniem wyższej użyteczności publicznej, to z tytułu posiadanych majątków rolnych i leśnych płaciła podatki w pełnej wysokości.
Po II wojnie światowej niezależna od państwa instytucja naukowa była władzom wysoce niewygodna. W 1948 roku ogłosiły one zamiar powołania Polskiej Akademii Nauk, a wobec PAU zastosowano restrykcje: finansowe, cenzuralne, ograniczono jej kontakty z zagranicą, zablokowano wydawnictwa. Placówki badawcze, wydawnictwa, zbiory, pamiątki
i majątek PAU zabrano i przekazano PAN.
W latach 1957–1958 uczeni podjęli próbę odtworzenia PAU, na co władze odpowiedziały powołaniem w Krakowie oddziału PAN. Odbudowę PAU umożliwiła dopiero zmiana ustroju w 1989 r. Odtworzyła ją grupa członków na podstawie dawnego statutu, z zachowaniem ciągłości organizacyjnej i odwołując się do tradycyjnych form działania.

### Prezesi PAU
Kolejnymi prezesami PAU byli:
1. Józef Majer (1872–1890)
2. Stanisław Tarnowski (1890–1917)
3. Kazimierz Morawski (1917–1925)
4. Jan Michał Rozwadowski (1925–1929)
5. Kazimierz Kostanecki (1929–1934)
6. Stanisław Wróblewski (1934–1938)
7. Stanisław Kutrzeba (1939–1946)
8. Kazimierz Nitsch (1946–1957)
9. Adam Krzyżanowski (1957–1958)
10. Gerard Labuda (1989–1994)
11. Kazimierz Kowalski (1994–2001)
12. Andrzej Białas (2001–2018)
13. Jan Ostrowski (od 2018)

### Sekretarze generalni PAU
Kolejnymi sekretarzami generalnymi PAU byli:
1. Józef Szujski (1872–1883)
2. Stanisław Tarnowski (1883–1890)
3. Stanisław Smolka (1890–1903)
4. Bolesław Ulanowski (1903–1919)
5. Kazimierz Kostanecki (1919–1921)
6. Stanisław Wróblewski (1921–1926)
7. Stanisław Kutrzeba (1926–1939)
8. Tadeusz Kowalski (1939–1948)
9. Jan Konstanty Dąbrowski (1948–1957)
10. Adam Vetulani (1957–1958)
11. Józef Skąpski (1989–1994)
12. Jerzy Wyrozumski (1994–2015)
13. Szczepan Biliński (2015– )

### Członkowie honorowi PAU
Członkami honorowymi PAU byli:
- św. Jan Paweł II
- Jan Nowak-Jeziorański
- kardynał Franciszek Macharski
- Władysław Bartoszewski
- Tadeusz Mazowiecki

Członkiem honorowym PAU jest ponadto
- Adam Boniecki[9]

## Struktura PAU

### Biuro PAU
Współcześnie PAU obejmuje wydziały:

### Wydział I Filologiczny
- Komisja Filologii Klasycznej PAU
- Komisja Historii Sztuki PAU
- Komisja Neofilologiczna PAU
- Komisja Kultury Słowian PAU

### Wydział II Historyczno-Filozoficzny
- Komisja Środkowoeuropejska PAU
- Komisja Wschodnioeuropejska PAU
- Komisja Prehistorii Karpat PAU
- Komisja Historii i Kultury Żydów PAU
- Komisja Prawnicza PAU
- Komisja Historii Wojen i Wojskowości PAU
- Komisja Nauk Ekonomicznych PAU
- Komisja Etnograficzna PAU
- Komisja Medioznawcza

### Wydział III Matematyczno-Fizyczno-Chemiczny
- Komisja Astrofizyki PAU
- Komisja Nauk Technicznych PAU
- Komisja Układów Złożonych PAU

### Wydział IV Przyrodniczy
- Komisja Nauk Rolniczych, Leśnych i Weterynaryjnych PAU
- Komisja Paleogeografii Czwartorzędu PAU
- Komisja Embriologii i Morfologii PAU
- Komisja Geoinformatyki PAU
- Komisja Geograficzna PAU

### Komisje Międzywydziałowe PAU o Charakterze Interdyscyplinarnym
- Komisja Antropologiczna PAU
- Komisja Zagrożeń Cywilizacyjnych PAU
- Komisja Historii Nauki PAU
- Komisja PAU do Oceny Podręczników Szkolnych
- Komisja Spraw Europejskich PAU
- Komisja Rozwoju Miasta Krakowa PAU i PAN
- Komisja Filozofii Nauk PAU
- Komisja PAU Fides et Ratio
- Komisja PAU do Badań Diaspory Polskiej
- Komisja PAU Etyki w Nauce
- Komisja Przyrodniczo-Medyczna z Siedzibą we Wrocławiu
- Komisja Międzynarodowa – Polska Grupa CIHEC

## Współczesna działalność
Obecnie PAU składa się – jak wyżej wymieniono – z 6 Wydziałów, każdym kieruje Zarząd, złożony
z dyrektora, jego zastępcy, sekretarza i niekiedy zastępcy tegoż. Przy Wydziałach tworzone są Komisje i Komitety, te ostatnie stałe lub czasowe, z reguły pod kierunkiem członków PAU (z paroma wyjątkami), w których skład mogą wchodzić osoby niebędące członkami PAU. Wydziały odbywają comiesięczne posiedzenia naukowe, na których wygłaszane są referaty połączone z dyskusją. Działalność PAU jest omawiana i dokumentowana w „Roczniku PAU”. Wydziały mają swoje „Rozprawy” lub inne serie wydawnicze, w których publikuje się opracowania i inne ważne dla nauki teksty leżące w ich profilu naukowym, w szczególności źródła historyczne. Komisje dysponują własnymi seriami „Prac” lub – zgodnymi z ich specjalnością – czasopismami. Według stanu z końca 2009 PAU liczy 476 członków, w tym 146 czynnych, 148 korespondentów i 182 zagranicznych, z których każdy utrzymuje żywe kontakty z nauką polską.

### Seminarium PAU
Od 2002 r. odbywa się comiesięczne Seminarium Polskiej Akademii Umiejętności, skupiające każdorazowo od kilkudziesięciu do dwustu uczestników. Obecnie wiodącym tematem jest „Patriotyzm wczoraj i dziś”.
Jako wykładowcy zapraszani są i byli wybitni przedstawiciele nauki, kultury i życia publicznego, jak: Władysław Bartoszewski, Bronisław Geremek, Maciej Władysław Grabski, Jan Nowak Jeziorański, arcybiskupi Alfons Nossol, Henryk Muszyński, Józef Życiński

### Kawiarnia Naukowa
Od 2004 r. PAU organizuje, wspólnie z „Dziennikiem Polskim”, Kawiarnię Naukową. Są to otwarte dla publiczności zebrania naukowe. Każde z nich wypełnia wykład popularnonaukowy i łącząca się z nim dyskusja, kontynuowana potem przy kawie. Przez szereg lat spotkania Kawiarni prowadził Jerzy Vetulani.

### Tygodnik „PAUza Akademicka”
Od września 2008 ukazuje się internetowy tygodnik „PAUza”, dofinansowany przez Urząd Miasta Krakowa. Na wyjątkowe okazje „PAUza” ukazuje się również w wersji papierowej. Pismo poświęcone jest sprawom życia naukowego w Polsce, ze szczególnym uwzględnieniem środowiska naukowego krakowskiego.

### Młodzi uczeni i adepci nauki
Od stycznia 2009 działa w PAU Akademia Młodych „PAUeczka Akademicka” animowana przez wiceprezesa PAU Andrzeja Szczeklika. Są to comiesięczne spotkania doktorantów, asystentów i studentów środowiska naukowego krakowskiego różnych dyscyplin i specjalności poświęcone dyskusji o charakterze humanizującym i integrującym.
PAU współfinansuje Zimową Szkołę Fizyki Teoretycznej Uniwersytetu Wrocławskiego (dla studentów wyższych lat, doktorantów i młodszych pracowników naukowych), międzynarodowe warsztaty dla młodych matematyków (studentów) i Krakowską Szkołę Fizyki Teoretycznej (dla młodszych badaczy) o charakterze międzynarodowym.

### Biblioteka Naukowa PAU i PAN
W strukturze PAU działa od 1 stycznia 2000 roku, Biblioteka Naukowa PAU i PAN. Jej zawiązki tworzyło w połowie XIX w. Towarzystwo Naukowe Krakowskie. Do 1952 r. działała ona jako Biblioteka AU (od 1872) i PAU (od 1920), od 1953 r. jako samodzielna placówka PAN.
W wyniku porozumienia między PAN i PAU z 20 X 1999 przeszła pod zarząd PAU. Biblioteka liczy około 660 000 vol. i jedn. inw., w tej liczbie blisko 144 250 vol. i jedn. inw. zbiorów specjalnych, na które składają się m.in.: blisko 13 700 starych druków, blisko 13 000 rękopisów oraz ponad 96 000 grafik i rysunków. Biblioteka prowadzi wymianę wydawnictw z ponad tysiącem instytucji w 77 krajach, wydaje własny „Rocznik” o objętości około 50 arkuszy wydawniczych, opracowuje i sukcesywnie wydaje katalogi własnych zbiorów, prowadzi działalność informacyjną, m.in. łączącą się z dydaktyką w uczelniach wyższych Krakowa. Biblioteka ma własną Radę, powoływaną w połowie przez PAU i w połowie przez PAN.

### Ośrodek Badań nad Kulturą Ormiańską w Polsce
W dniu 10.09.2021 został powołany do działania Ośrodek Badań nad Kulturą Ormiańską w Polsce (OBKOP) jako jednostka wchodząca w struktury Polskiej Akademii Umiejętności. Podstawową misją OBKOP jest organizacja i wspieranie badań nad dziejami Ormian polskich w kontekście historii Polski i Armenii, stworzenie w tym zakresie tematycznym instrumentarium badawczego, promocja badań polskich i wymiana doświadczeń ze środowiskami naukowymi na świecie zajmującymi się podobnymi tematami, a także wsparcie przedsięwzięć badawczych młodych uczonych. Placówka działa w następujących płaszczyznach:
- realizacja indywidualnych programów badawczych w zakresie historii, sztuki, literatury, języka, zagadnień społeczno-ekonomicznych;

- krytyczna edycja źródeł rękopiśmiennych spisanych w etnolekcie ormiańsko-kipczackim, klasycznym języku ormiańskim (grabarze) i innych językach, w celu udostępnienia ich dla badań w różnych dziedzinach humanistyki;

- budowa wortalu internetowego, zawierającego raporty badawcze, pozyskiwane materiały źródłowe, opracowywane bibliografie, słowniki i katalogi oraz krytyczne edycje źródeł;

- wydawanie rocznika „Lehahayer” i serii monograficznej Biblioteka „Lehahayer”;

- organizacja konferencji i warsztatów o tematyce armenologicznej[11].

Dnia 31 października 2024 roku działający w strukturach Polskiej Akademii Umiejętności Ośrodek Badań nad Kultura Ormiańską w Polsce został zlikwidowany.

### Archiwum Nauki PAN i PAU w Krakowie
Z działalnością PAU związane jest ściśle Archiwum Nauki PAN i PAU w Krakowie. Oprócz zasobu PAN (od 1953) przechowuje ono akta Towarzystwa Naukowego Krakowskiego i innych stowarzyszeń krakowskich, przede wszystkim AU (od 1872) i PAU (1920–1952 i od 1989), a także liczne spuścizny uczonych, nie tylko członków PAU. W wyniku porozumienia między PAN i PAU, od 1 IV 2002 działa jak samodzielna jednostka (dotąd Oddział Archiwum PAN w Warszawie) pod nazwą Archiwum Nauki PAN i PAU w Krakowie. Mieści się ono w strukturze Oddziału PAN w Krakowie, ma własną Radę, powoływaną przez obie instytucje po połowie, i przez obie jest finansowane. Oprócz przechowywania, opracowywania i udostępniania zbiorów, Archiwum prowadzi systematyczną działalność ekspozycyjną, połączoną z małymi konferencjami naukowymi i publikacją serii PAU „W służbie nauki”. Archiwum współpracuje ściśle z Komisją Historii Nauki PAU.

### Biblioteka Polska w Paryżu
Ważną agendą PAU stała się Biblioteka Polska w Paryżu. Wykonując swoje dawne prawa właściciela (od 1893 r.), PAU doszła w drodze arbitrażu do porozumienia z zarządzającym aktualnie Biblioteką Towarzystwem Historyczno-Literackim w Paryżu. Dopuściła je do praw współwłaściciela, współfinansuje (ze środków Ministerstwa Nauki i Szkolnictwa Wyższego) od 2004 r. Bibliotekę i współorganizuje jej działalność.
Dla zapewnienia stabilnego funkcjonowania BPP w dniu 6 października 2023 roku powołano Instytut Biblioteka Polska w Paryżu, finansowany i nadzorowany przez Ministra Kultury i Dziedzictwa Narodowego. Instytut przejmie odpowiedzialność za zbiory i budynek Biblioteki. Siedziba Instytutu Biblioteka Polska w Paryżu znajduje się w Krakowie w samym centrum Starego Miasta. 

### Polski Instytut Naukowy w Kanadzie
Istniejący od 1943 roku i związany jest z Uniwersytetem McGill w Montrealu, do 1976 będący oddziałem Polskiego Instytutu Naukowego z siedzibą w Nowym Jorku, Polski Instytut Naukowy w Kanadzie (PINK) posiada 4 oddziały w Montrealu, Ottawie, Toronto i Vancouver. Integralną jego częścią jest Biblioteka Polska im. Wandy Stachiewicz w Montrealu – największa biblioteka polska na kontynencie amerykańskim. W 2006 roku, na wniosek PINK, Rada PAU uznała Polski Instytut Naukowy w Montrealu za Stację Naukową PAU.

### Polski słownik biograficzny
PAU współdziała z Instytutem Historii PAN w zakresie opracowywania i publikacji Polskiego słownika biograficznego. Od 1935 do 1949 r. Słownik był wydawany przez PAU. Następnie, z przyczyn ideologicznych, wstrzymano jego kontynuację. Dopiero po przełomie październikowym reaktywowano Pracownię w ramach PAN i od 1958 r. słownik ukazuje się nadal. Od 1999 r. PAU ma swój udział w tworzeniu Polskiego słownika biograficznego przez nieodpłatne udostępnianie Pracowni PSB swoich lokali o powierzchni około 193 m².

### Stypendia Naukowe
PAU dysponuje stypendiami Fundacji Lanckorońskich na badania zagraniczne. Jest to wielka liczba stypendiów na pobyt w Rzymie, Wiedniu, Londynie, a niekiedy także gdzie indziej. Rozdziela je corocznie Komisja Stypendialna PAU, w skład której wchodzą także przedstawiciele pięciu uniwersytetów (UJ, UW, UWr., UAM, UMK).
W 2005 r. został uruchomiony w Towarzystwie Historyczno-Literackim w Paryżu fundusz stypendialny im. Dr Marii Zdziarskiej-Zalewskiej na badania w Bibliotece Polskiej w Paryżu. Stypendia są przyznawane przez specjalną komisję powołaną przy PAU.

### Współpraca zagraniczna
Akademia Umiejętności od swojego założenia rozwijała współpracę zagraniczną i działalność na forum międzynarodowym. Już w XIX w. inicjowała ekspedycje archiwalne w celu gromadzenia i badania źródeł do historii Polski (m.in. tzw. Ekspedycja Rzymska do Archiwum Watykańskiego w związku z jego otwarciem w 1881 r.) oraz wysyłała swoich przedstawicieli na kongresy międzynarodowe. W 1893 r. AU stała się właścicielem Biblioteki Polskiej w Paryżu i utworzyła w niej swoją stację naukową. Od początku swego istnienia jej biblioteka w Krakowie prowadzała szeroką międzynarodową wymianę wydawnictw. PAU była członkiem założycielem powstałej w 1921 r. Union Académique Internationale (UAI).
Po wznowieniu działalności PAU odnowiono w 1993 r. jej członkostwo w UAI i podjęto współdziałanie w programach badawczych i wydawniczych tej organizacji. Zakończono edycję polskiej serii Corpus vasorum antiquorum (CVA) wydaniem tomu X, poświęconego ceramice cypryjskiej ze zbiorów Muzeum Narodowego w Warszawie. Przygotowano i wydano tzw. arkusz „Kraków” Tabula imperii Romani (TIR) oraz przygotowano materiał do arkusza 12 Atlas du Monde Grec et Romain. Wydano trzy tomy polskiej serii Corpus antiquitatum Americanensium (CAA); pierwsze dwa poświęcone zostały ceramice i tkaninom peruwiańskim ze zbiorów Muzeum Archeologicznego w Krakowie (kolekcja Klugera, dawna własność PAU), a trzeci dotyczy materiałów polskiej misji archeologicznej w Peru. Podjęto wydawanie polskiej serii Sylloge nummorum Graecorum (SNG), których pierwsze cztery zeszyty zostają poświęcone kolekcjom monet greckich z Muzeum Archeologiczno-Etnograficznego w Łodzi. Pierwszy zeszyt ukazał się w 1998, a drugi w 2006 r. Członkowie PAU biorą udział w realizacji takich projektów UAI, jak Corpus philosophorum medii aevi, Civitas litteraria Europaea, Moravia Magna. PAU zgłosiła też akces do nowych programów UAI, m.in. w zakresie realizacji Monumenta palaeographica medii aevi (tom I opracowany), Mundur Scytio-Sarmaticus et Graco-Romanus (wspólnie z Ukrainą).
Dzięki efektywnemu współdziałaniu PAU z UAI doroczny zjazd plenarny tej ostatniej (przedstawiciele 44 Akademii z całego świata zrzeszonych w UAI) odbył się w 1999 r. w Krakowie, a przedstawiciel PAU w UAI, Janusz K. Kozłowski, został wybrany do Biura UAI; od 2007 r. jest on wiceprezydentem tej organizacji.
PAU podpisała umowę o współpracy ze Słowacką Akademią Nauk. Zaowocowała ona zwłaszcza w zakresie archeologii; prowadzone są wspólne badania terenowe, m.in. stanowisk archeologicznych we wschodniej i południowo-zachodniej Słowacji, oraz w zakresie archeologii i środowiska naturalnego Beskidu Niskiego (tom II).
Podjęto też współpracę i podpisano umowy z Królewską Flamandzką Akademią Nauk, Literatury i Sztuk Pięknych w Belgii, z Akademią Nauk Republiki Czeskiej, ze Słoweńską Akademią Nauk, z Węgierską Akademią Nauk, z Rumuńską Akademią Nauk i z Ukraińską Narodową Akademią Nauk. Luźniejsze formy współpracy łączą PAU z Saską Akademią Nauk, z Austriacką Akademią Nauk i z Brandenburską Akademią Nauk w Berlinie. Wreszcie Wydział II PAU podpisał umowę o współpracy z Instytutem Historii w Wilnie. Realizujemy współpracę z Uniwersytetem La Sapienza w Rzymie (umowa z 2011 r.). Współpraca zagraniczna PAU została też zapisana w umowach międzynarodowych zawartych przez MSZ, m.in. z Francją, Włochami, Czechami, Macedonią i Egiptem.
W łączności z Uniwersytetami w Rzymie (La Sapienza i LUMSA), w Lecce, w Anders, w Szegedzie, w Lublinie (KUL) i w Tallinnie, PAU współtworzy – stosownie do wymogów Unii Europejskiej – zrzeszenie naukowe pod nazwą Centro Interuniversitario Internazionale per il Mediterraneo, l’Europa Centro-Orientale e l’Eurasia.
W 1994 r. utworzono w Nowym Jorku, na bazie Polskiego Instytutu Naukowego w Ameryce (The Polish Institute of Arts and Science in America), który w okresie II wojny światowej oraz w czasie przymusowego zawieszenia działalności PAU w latach 1952–1989 kontynuował jej tradycje, Stację Naukową PAU. Jej krótkotrwała działalność z powodu braku środków nie mogła być kontynuowana. Obecnie zabiegamy o jej ożywienie.
Nawiązano też kontakty z Polskim Instytutem Naukowym w Kanadzie (Polish Institute of Arts and Science in Canada), powstałym w 1943 r. jako oddział Polskiego Instytutu Naukowego w Nowym Jorku, a od roku 1976 działającym jako niezależna instytucja kanadyjska. On również przyjął status Stacji Naukowej PAU. Wydaliśmy wspólnie już trzy książki, zasilamy też jego działalność naszymi prelegentami.
PAU włączyła się do programu Polskiego Instytutu Historycznego w Rzymie, finansowanego przez Fundację Lanckorońskich. Obecnie, w związku z jego likwidacją po śmierci Karoliny Lanckorońskiej, przejęła jego mienie w postaci licznych publikacji oraz naukowe agendy, tj. publikację akt Nuncjatury Apostolskiej w Polsce.
Nawiązując do dawnej tradycji, PAU współorganizuje badania archeologiczne na Ukrainie, m.in. kontynuowała rozkopywanie wielkiego kurhanu scytyjskiego w Ryżanówce. Badania te przyniosły jedno z najznakomitszych odkryć archeologicznych ostatnich lat – bogato wyposażony pochówek władcy scytyjskiego.
Aktualnie prowadzone są pod kierunkiem Jana Machnika badania nad osadnictwem naddniestrzańskim. Umożliwiły je granty KBN. Nawiązując do przedwojennych zamierzeń, PAU przyczynia się też do realizacji badań archeologicznych w Grecji dotyczących unikatowej w tej części Europy sekwencji nawarstwień w Jaskini nr 1 w Klisurze (wschodni Peloponez), w której występują ślady osadnictwa i znaleziska paleontologicznego z okresu ostatniego zlodowacenia. Badania te przyczyniają się do poznania nie tylko ewolucji kultury na terenie Grecji, ale też zmian klimatycznych i paleoekologicznych w okresie ostatnich 100 000 lat. Kieruje nimi Janusz K. Kozłowski w ramach grantów naukowych. Zaowocowały one publikacją wyników wspólnie przez Grecką Akademie Nauk i PAU. Stosownie do umowy o współpracy kulturalnej między Polską i Egiptem, PAU – wspólnie z Instytutem Archeologii Uniwersytetu Jagiellońskiego – uczestniczyła w badaniach archeologicznych w Delcie Nilu.

### Nagrody
PAU przyznaje nagrody za wybitne osiągnięcia badawcze, takie jak:
1. Nagroda im. Mikołaja Kopernika, fundowana przez Miasto Kraków na mocy uchwały Rady Miasta z 9 VII 1993, nawiązuje do aktu fundacyjnego Gminy Miejskiej z 18 II 1873. Zgodnie z tradycją, nagrodę przyznaje PAU co pięć lat w dziedzinach: astronomia, nauka o Ziemi, ekonomia, filozofia przyrody, medycyna, wojskowa sztuka obronna i prawo. Po raz pierwszy po odnowieniu PAU przyznano sześć nagród w 1995 r.
2. Nagroda im. Mariana Mięsowicza przyznawana jest co dwa lata za wybitne osiągnięcia w dziedzinie fizyki. Fundatorami nagrody są działające w Krakowie instytuty fizyki. Po raz pierwszy przyznano ją w 1997 r.
3. Nagroda im. Tadeusza Browicza przyznawana jest corocznie, począwszy od 1998 r., za wybitne osiągnięcia w dziedzinie medycyny. Fundatorami nagrody były dotąd: Zakłady Farmaceutyczne Pliva S.A. Kraków, Novartis Poland i Szkoła Medyczna dla Obcokrajowców przy Collegium Medicum UJ.
4. W czerwcu 2003 została po raz pierwszy przyznana nagroda im. Mariana Kukiela w dziedzinie historii wojskowości, współfundowana przez spadkobiercę praw autorskich gen. Mariana Kukiela – prof. Leszka Rostwo-Suskiego – i PAU.
5. W 2008 r. staraniem PAU została wznowiona Nagroda PAU im. Erazma i Anny Jerzmanowskich pod patronatem Województwa Małopolskiego. Nazywana „polskim Noblem”, została ustanowiona przez Erazma Jerzmanowskiego w 1912 r. i zabezpieczona na jego kapitałowym spadku. Była przyznawana w latach 1915–1938 za działalność naukową i dobroczynną. Jej wznowienie było możliwe dzięki środkom Województwa Małopolskiego przyznanym przez władze samorządowe pod kierunkiem marszałka Marka Nawary. Nagroda ma być przyznawana corocznie. Jej pierwszą po przerwie laureatką była Janina Ochojska-Okońska. Odebrała ją 9 lutego 2009, w stulecie śmierci Erazma Jerzmanowskiego. W 2010 roku Nagrodą uhonorowano prof. Jerzego Nowosielskiego, a w 2011 prof. Maciej W. Grabski (I Prezesa Fundacji na rzecz Nauki Polskiej). Polska Akademia Umiejętności wyłoniła laureata Nagrody Jerzmanowskich na 2012 rok. Nagrodę otrzymał prof. Adam Bielański, nestor polskich chemików.
6. Na wniosek naszej Komisji do Oceny Podręczników Szkolnych, PAU wyróżnia corocznie dyplomami autorów i wydawców najwyżej ocenionych podręczników gimnazjalnych i licealnych.

Nadto PAU czynnie uczestniczy w przyznawaniu następujących nagród:
1. Nagrody Miasta Krakowa; przewodniczącym jury jest prezes PAU, a zasiada w tym gronie każdego roku kilku członków PAU;
2. Nagrody Krakowskich Targów Książki; jury przewodniczy członek PAU (prof. Władysław Stróżewski), a nadto uczestniczy w nim trzech członków PAU;
3. Nagrody Towarzystwa Ubezpieczeniowego Allianz; w jury uczestniczy dwóch członków PAU, w tym jej sekretarz generalny.

Na koniec wzmianki wymaga patronat PAU nad: Stowarzyszeniem Edukacyjnym „Wieniawa” w Kłobucku, Towarzystwem Przyjaciół Wodzisławia, Stowarzyszeniem Miłośników Wsi Rogi, Towarzystwem Miłośników Ziemi Żywieckiej, Zespołem Placówek Oświatowych im. Karoliny Lanckorońskiej w Jasienicy, Gimnazjum im. Biblioteki Polskiej w Paryżu w Świątnikach Górnych oraz Wadowickim Centrum Kultury.